# Villemort
Villemort – miejscowość i gmina we Francji, w regionie Nowa Akwitania, w departamencie Vienne.
Według danych na rok 1990 gminę zamieszkiwały 122 osoby, a gęstość zaludnienia wynosiła 28 osób/km² (wśród 1467 gmin regionu Poitou-Charentes Villemort plasuje się na 871. miejscu pod względem liczby ludności, natomiast pod względem powierzchni na miejscu 1097.).